# Liaoningogriphus quadripartitus
Liaoningogriphus quadripartitus és una espècie de crustaci que visqué durant el Cretaci inferior en allò que avui en dia és la Xina. Se n'han trobat restes fòssils a la província de Liaoning. En el moment del seu descobriment es cregué que provenia d'estrats juràssics. El seu nom genèric, Liaoningogriphus, és una combinació del nom «Liaoning» i la paraula grega grifos ('complicat'), mentre que el seu nom específic, quadripartitus, significa «en quatre parts».